# Уравнения Прока
Уравнения Прока — обобщение уравнений Максвелла, призванное описывать массивные частицы со спином 1. Уравнения Прока обычно записываются в виде
{\displaystyle \partial _{i}F^{ik}+m^{2}A^{k}=0}
{\displaystyle F^{kl}=\partial ^{k}A^{l}-\partial ^{l}A^{k}},
где {\displaystyle \ F^{ik}} — антисимметричный тензор электромагнитного поля:
{\displaystyle F^{ik}=\left({\begin{matrix}0&-E_{x}&-E_{y}&-E_{z}\\E_{x}&0&-B_{z}&B_{y}\\E_{y}&B_{z}&0&-B_{x}\\E_{z}&-B_{y}&B_{x}&0\end{matrix}}\right)}
Уравнения Прока также могут быть представлены в виде
{\displaystyle \partial _{i}F^{ik}+m^{2}A^{k}=0}
{\displaystyle (\partial _{k}\partial ^{k}+m^{2})A^{l}=0}.
Уравнения Прока не являются калибровочно-инвариантными.

## Лагранжева плотность
Рассматривается поле четырех-потенциала Aμ = (φ/c, A), где φ — это электростатический потенциал, A — магнитный потенциал. Лагранжева плотность задана следующим образом:
{\displaystyle {\mathcal {L}}=-{\frac {1}{16\pi }}(\partial ^{\mu }A^{\nu }-\partial ^{\nu }A^{\mu })(\partial _{\mu }A_{\nu }-\partial _{\nu }A_{\mu })+{\frac {m^{2}c^{2}}{8\pi \hbar ^{2}}}A^{\nu }A_{\nu }.}
где c — скорость света, a ħ — приведенная постоянная Планка.

## Вывод уравнения
Уравнение Эйлера — Лагранжа движения для такого Лагранжиана, также называемое Уравнением Прока, имеет следующий вид:
{\displaystyle \partial _{\mu }(\partial ^{\mu }A^{\nu }-\partial ^{\nu }A^{\mu })+\left({\frac {mc}{\hbar }}\right)^{2}A^{\nu }=0}
что эквивалентно следующему уравнению
{\displaystyle \left[\partial _{\mu }\partial ^{\mu }+\left({\frac {mc}{\hbar }}\right)^{2}\right]A^{\nu }=0}
при условии
{\displaystyle \partial _{\mu }A^{\mu }=0}
которое является просто калибровкой Лоренца. При условии, что m = 0, уравнения обращаются в уравнения Максвелла в вакууме (то есть подразумевается отсутствие зарядов и токов). Уравнение Прока тесно связано с
уравнением Клейна — Гордона — Фока.
В более привычных терминах уравнение имеет вид:
{\displaystyle \Box \phi -{\frac {\partial }{\partial t}}\left({\frac {1}{c^{2}}}{\frac {\partial \phi }{\partial t}}+\nabla \cdot \mathbf {A} \right)=-\left({\frac {mc}{\hbar }}\right)^{2}\phi }
{\displaystyle \Box \mathbf {A} +\nabla \left({\frac {1}{c^{2}}}{\frac {\partial \phi }{\partial t}}+\nabla \cdot \mathbf {A} \right)=-\left({\frac {mc}{\hbar }}\right)^{2}\mathbf {A} }
Также уравнение Прока можно вывести из теоретико-групповых соображений, как уравнение, инвариантное относительно преобразований Пуанкаре и описывающее волновую функцию элементарной частицы с массой {\displaystyle m}, спином {\displaystyle 1}, положительной энергией, фиксированной P-чётностью.